# Макаренко, Алексей Иосифович
Алексе́й Ио́сифович Мака́ренко (16 мая 1920 года — 24 ноября 1991 года) — командир звена 160-го гвардейского бомбардировочного авиационного полка 8-й гвардейской бомбардировочной авиационной дивизии 6-го гвардейского бомбардировочного авиационного корпуса, 2-я воздушная армия, 1-й Украинский фронт. Герой Советского Союза (1945) . На момент присвоения звания Героя — гвардии старший лейтенант, впоследствии — майор.

## Биография
Алексей Иосифович Макаренко родился 16 мая 1920 года в селе Петровское (ныне город Светлоград) Ставропольского края) семье рабочего. Член КПСС с 1944. Жил в станице Белореченской. В 1936 году приехал на постоянное местожительство в Майкоп. Окончил 7 классов. В 1937 году поступил в Майкопский аэроклуб имени М. М. Громова, где учились будущие Герои-майкопчане Шевкунов Анатолий, Шикунов Фёдор, Нагульян Мартирос… Работал инструктором и техником-планеристом в Майкопском аэроклубе.
В армии с декабря 1939 года. Окончил в 1941 году Таганрогскую, а в 1943 Кировабадскую военно-авиационные школы пилотов.
В действующей армии с 15 мая 1943 года. Воевал старшим лётчиком, командиром звена бомбардировщиков на Воронежском, Степном, 2-м Украинском, 1-м Украинском фронтах.

## Подвиг
Командир звена 160-го гвардейского бомбардировочного авиационного полка 8-й гвардейской бомбардировочной авиационной дивизии 6-го гвардейского бомбардировочного авиационного корпуса (2-я воздушная армия, 1-й Украинский фронт) гвардии старший лейтенант Макаренко к маю 1945 года совершил 161 успешный боевой вылет на бомбардировку железнодорожных станций, эшелонов, скоплений войск противника, нанеся ему значительный урон.
Звание Герой Советского Союза присвоено указом ПВС СССР от 27.06.1945 года.
До 1966 года майор Алексей Макаренко продолжал службу в армии. Жил и работал в Волгограде, а затем в Краснодаре.
Умер 24 ноября 1991 года. Похоронен в Волгограде на кладбище Красноармейского района.

## Награды
- Медаль «Золотая Звезда»[1].[2]
- Орден Ленина[1].
- Орден Красного Знамени[3].[4]
- Орден Красного Знамени[5].[6]
- Орден Отечественной войны I степени.
- Орден Отечественной войны I степени[7].[8]
- Орден Отечественной войны II степени[9].[10]
- Медаль «В ознаменование 100-летия со дня рождения Владимира Ильича Ленина».
- Медаль «За победу над Германией в Великой Отечественной войне 1941—1945 гг.» (9 мая 1945[11]).
- Юбилейная медаль «Двадцать лет Победы в Великой Отечественной войне 1941—1945 гг.» (7 мая 1965[12]).
- Юбилейная медаль «Тридцать лет Победы в Великой Отечественной войне 1941—1945 гг.»[13].
- Медаль «Сорок лет Победы в Великой Отечественной войне 1941-1945 гг.»[14].
- Медаль «Ветеран Вооружённых Сил СССР».
- Медаль «30 лет Советской Армии и Флота»[15].
- Юбилейная медаль «40 лет Вооружённых Сил СССР»[16].
- Юбилейная медаль «50 лет Вооружённых Сил СССР» (26 декабря 1967[17]).
- Юбилейная медаль «60 лет Вооружённых Сил СССР» (28 января 1978[18]).
- Юбилейная медаль «70 лет Вооружённых Сил СССР» (28 января 1988[19]).
- Медаль «За безупречную службу» I степени.
- Знак «25 лет победы в Великой Отечественной войне»  (24 апреля 1970[20]).

## Память
- Именем героя в Краснодаре названа улица[21].

## Галерея

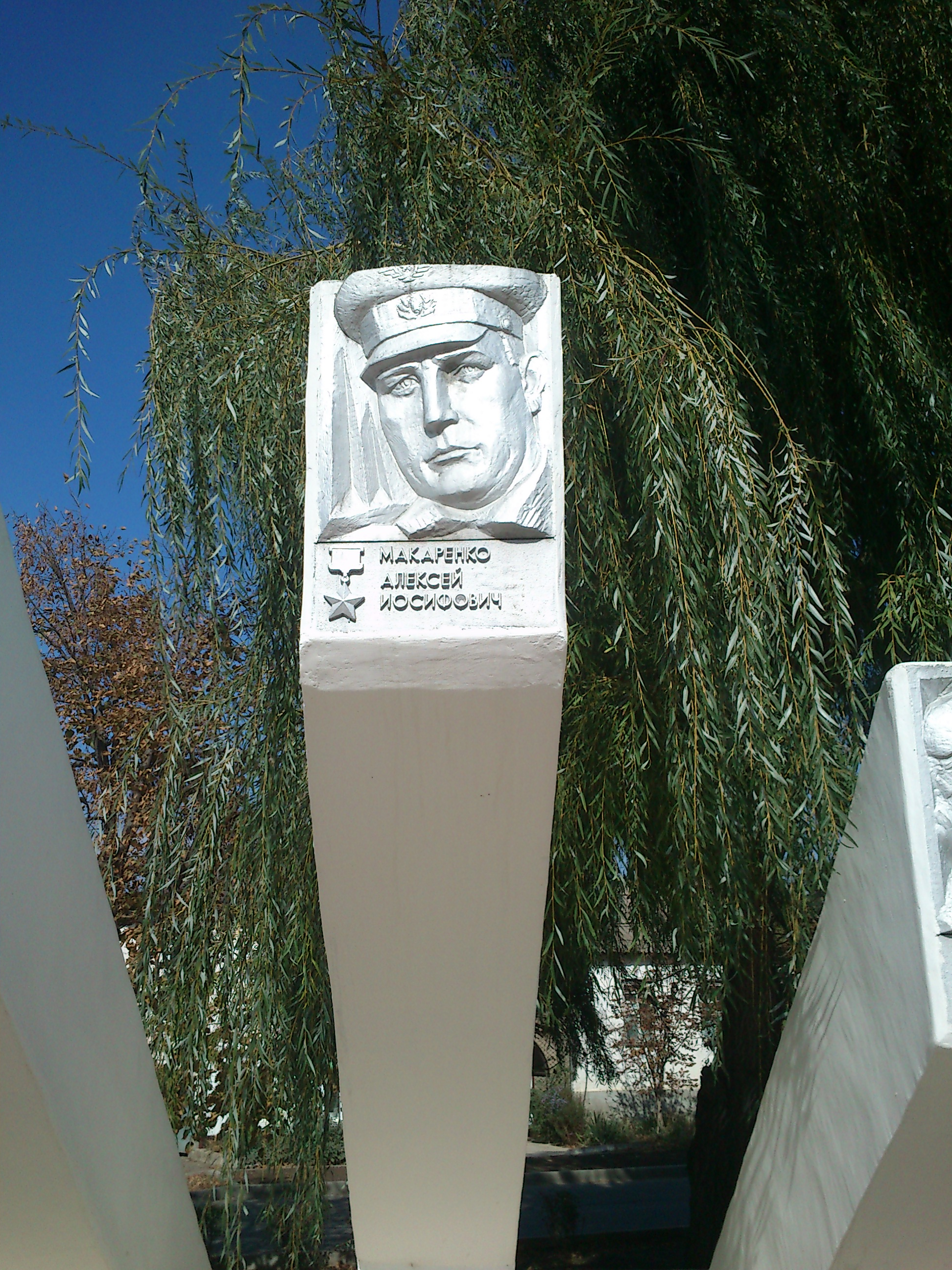
Барельеф на Аллее Славы в Светлограде
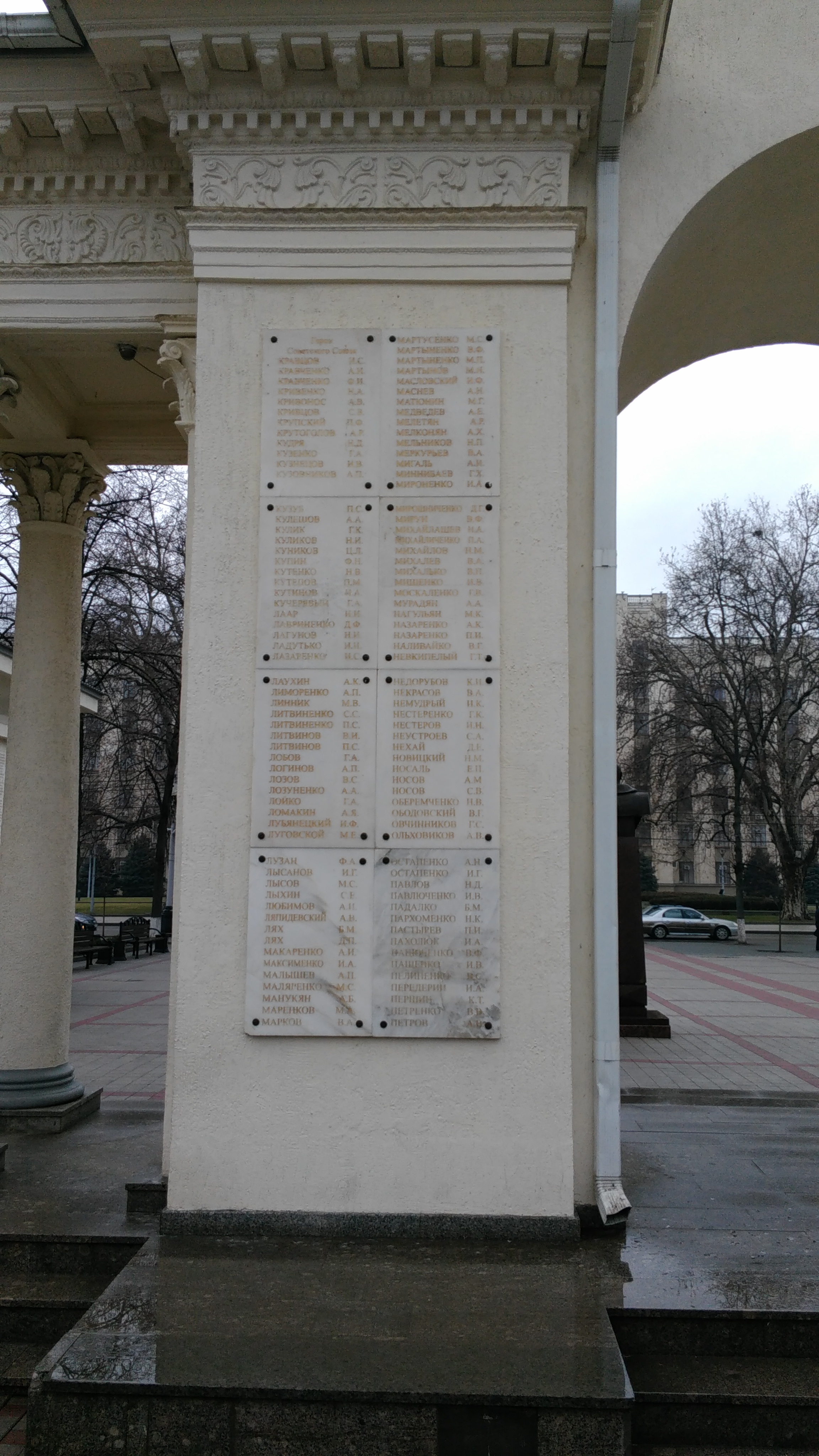
Мемориальная доска Героям Советского Союза в Краснодаре 2017 г.